# Wincenta Tarnawska
Wincenta Tarnawska (ur. 25 czerwca 1854 we Lwowie, zm. 14 lutego 1943 tamże) – polska działaczka społeczna, honorowa obywatelka miasta Przemyśla.

## Życiorys
Urodziła się w rodzinie adwokata Walerego Waygarta i Joanny z Baczyńskich, którzy w 1854 osiedlili się w Przemyślu. W powstaniu styczniowym z 1863 była kurierką.
W 1877 wyszła za mąż adwokata dr Leonarda Tarnawskiego, który w tym czasie pracował w kancelarii jej ojca. Przed I wojną światową zaangażowana w konspiracyjną XXV Drużynę Strzelecką w Przemyślu. Brała czynny udział w wielu społecznych organizacjach na terenie miasta: czytelni, Towarzystwie Sokół, Towarzystwie Szkoły Ludowej (jako wiceprzewodnicząca). Przez 20 lat pełniła funkcję przewodniczącej Związku Polek. Była członkinią Przemyskiej Rady Narodowej, pełniącej na przełomie lat 1918–1919 funkcję lokalnego rządu. W 1921 została odznaczona Krzyżem Walecznych. Zorganizowała w Przemyślu lokalny Komitet Opieki nad Rannymi Żołnierzami. Dom Tarnawskich przy ul. Grodzkiej przez wiele lat nazywany był „Ambasadą Polską”.
Pod koniec 1937 Ministerstwo Wyznań Religijnych i Oświecenia Publicznego zezwoliło na nazwanie Państwowego Gimnazjum Żeńskiego w Przemyślu imieniem i nazwiskiem Wincenty Tarnawskiej. 11 listopada 1938 jako pierwsza kobieta została wyróżniona honorowym obywatelstwem miasta Przemyśla (według innego źródła w marcu 1936).
Została pochowana na Cmentarzu Łyczakowskim we Lwowie.
Była żoną Leonarda i matką Władysława.